# Destructoid
Destructoid é um blog independente focado em jogos eletrônicos que foi fundado em março de 2006 por Yanier Gonzalez. É parte da rede ModernMethod. Desde 2008, Destructoid organizou ações de caridade anuais em conjunto com a sua atividade de jogo, a primeira ação foi uma maratona de jogos organizada que levantou dinheiro para crianças com câncer.
Mr. Destructoid, a mascote para a organização, já apareceu em vários jogos eletrônicos, como Bomberman Live em 2007.
Destructoid foi nomeado para vários prêmios na cobertura de jogos. O site foi nomeado para o Games Media Awards inaugural em 2007 sob na categoria "Website não comercial ou Blog". Destructoid também ganhou um Webby oficial na categoria jogos-relacionadas dos 11º Webby Awards em 2007. Eles foram nomeados pela Academia Internacional de Artes Digitais e Ciências, em 2009, na mesma categoria.